# A solis ortus cardine
A solis ortus cardine (que l'on peut traduire par Du point où le soleil se lève) est une hymne de Coelius Sedulius (mort vers 450), racontant la vie du Christ de sa naissance à sa résurrection. Ses 23 strophes commencent successivement par chacune des lettres de l'alphabet latin (voir le texte, plus bas ; sont absents le J et le U – doublons respectifs, à cette époque, de I et de V –, ainsi que le W, qui ne figurait alors pas dans l'alphabet). C'est l'une des parties les plus anciennes de la liturgie catholique romaine. 

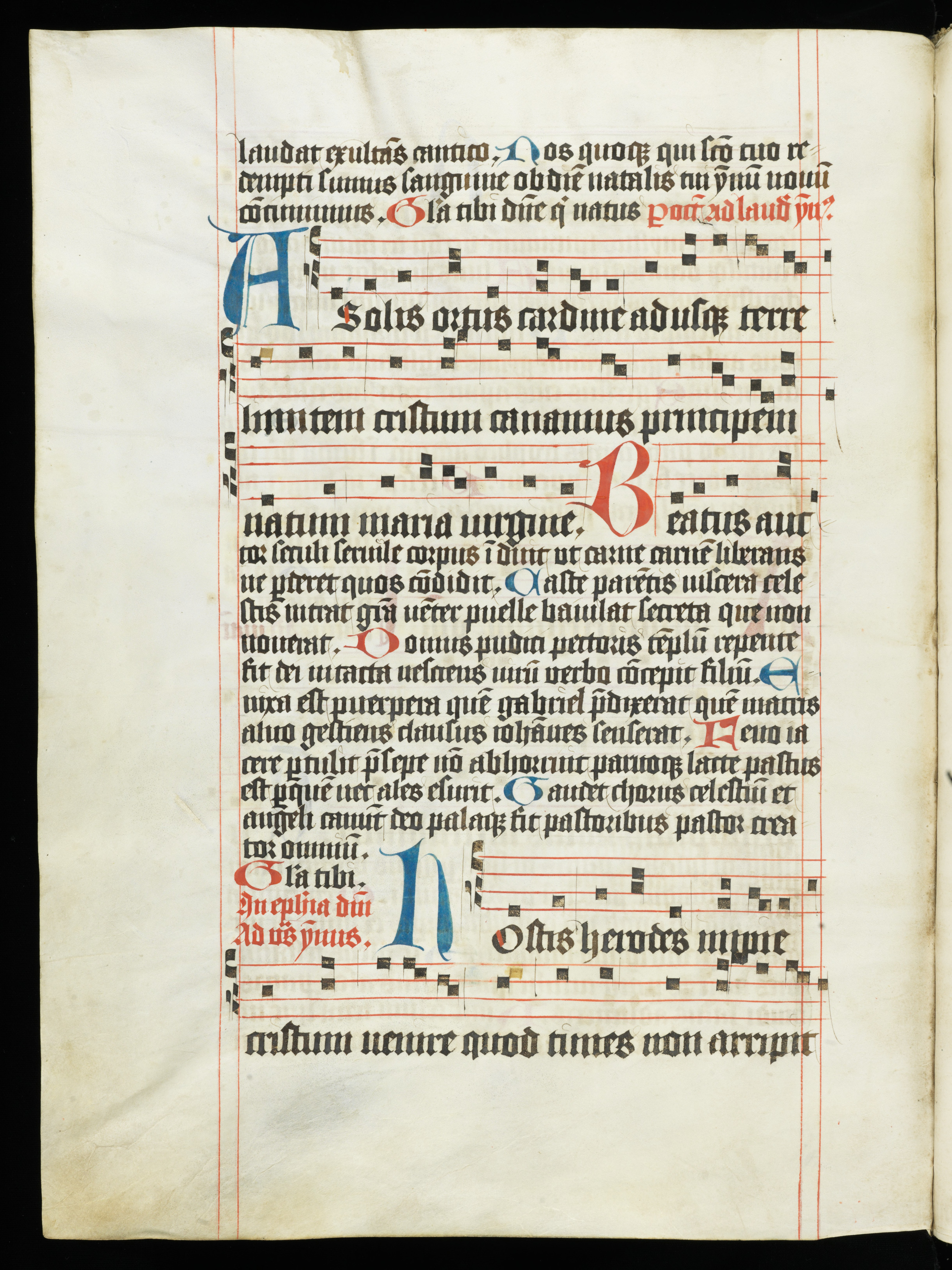
A solis ortus cardine, antiphonaire de la fin du XVe siècle. Abbaye dominicaine de Sainte-Catherine, Saint-Gall.

Elle a connu de nombreuses traductions, dont, notamment, la versification allemande de Martin Luther au début de la Réforme. L'hymne latin original tout comme la traduction de Luther ont servi de sujet à des œuvres pour chœur ou pour orgue de nombreux compositeurs, parmi lesquels Dufay, Lasso, Praetorius, Palestrina, Scheidt, Grigny et Bach.

## Histoire, utilisation et contenu
A solis ortus cardine est une hymne latine, écrite dans la première moitié du Ve siècle par le poète paléochrétien Sedulius. Il raconte, en 23 quatrains de dimètre iambique, la Nativité, les miracles et la Passion du Christ. Avec les autres textes latins du même auteur, il jouit d'une large diffusion dans l'Église ainsi que dans les écoles, de la fin de l'Antiquité jusqu'à la fin du XVIIe siècle.

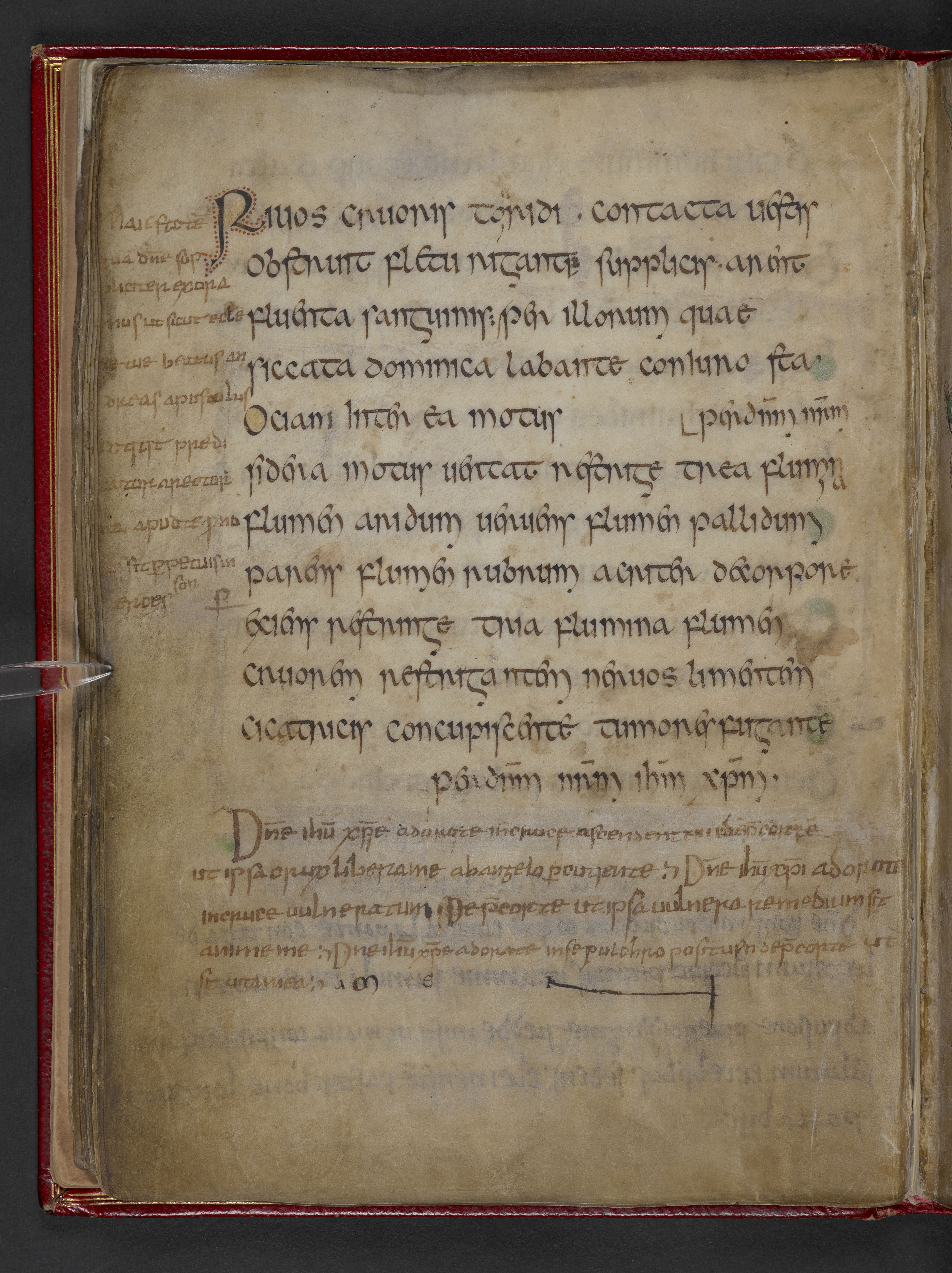
17e verset dA solis, présenté comme prière contre les saignements dans un livre de prières produit en Mercie, fin VIII^{e} - début IXe siècle, Royal MS 8 A XX, British Library

Les sept premières strophes ont été utilisées dès le début du Moyen Âge comme hymne de Noël. Elles décrivent le contraste saisissant entre la toute-puissance de Dieu et l'humanité vulnérable de l'enfant en qui le Verbe s'est fait chair. Par ailleurs, des six strophes suivantes (à partir de Hostis Herodes impie) sont tirées quatre strophes formant une hymne de l'Épiphanie. Ces deux hymnes font partie de la liturgie des heures catholique.
Les premiers vers sont cités par Bède le Vénérable dans son De Arte Metrica et ont été utilisés sans référence par les poètes médiévaux. La dix-septième strophe, décrivant la guérison miraculeuse par le Christ de la femme saignante, fut présentée, à l'époque médiévale, comme prière pour guérir les saignements.

## Texte original et traduction française
| A solis ortus cardine ad usque terrae limitem christum canamus principem, natum maria virgine. Beatus auctor saeculi servile corpus induit, ut carne carnem liberans non perderet quod condidit. Clausae parentis viscera caelestis intrat gratia; venter puellae baiulat secreta quae non noverat. Domus pudici pectoris templum repente fit dei; intacta nesciens virum verbo concepit filium. Enixa est puerpera quem gabriel praedixerat, quem matris alvo gestiens clausus ioannes senserat. Foeno iacere pertulit, praesepe non abhorruit, parvoque lacte pastus est per quem nec ales esurit. Gaudet chorus caelestium et angeli canunt deum, palamque fit pastoribus pastor, creator omnium. Hostis herodes impie, christum venire quid times? non eripit mortalia, qui regna dat caelestia. Ibant magi, qua venerant stellam sequentes praeviam, lumen requirunt lumine, deum fatentur munere. Katerva matrum personat conlisa deflens pignora, quorum tyrannus milia christo sacravit victimam. Lavacra puri gurgitis caelestis agnus attigit, peccata quae non detulit nos abluendo sustulit. Miraculis dedit fidem habere se deum patrem, infirma sanans corpora et suscitans cadavera. Novum genus potentiae: aquae rubescunt hydriae vinumque iussa fundere mutavit unda originem. Orat salutem servulo flexus genu centurio, credentis ardor plurimus extinxit ignes febrium. Petrus per undas ambulat christi levatus dextera: natura quam negaverat fides paravit semitam. Quarta die iam fetidus vitam recepit lazarus mortisque liber vinculis factus superstes est sibi. Rivos cruoris torridi contacta vestis obstruit, fletu rigante supplicis arent fluenta sanguinis. Solutus omni corpore iussus repente surgere, suis vicissim gressibus aeger vehebat lectulum. Tunc ille iudas carnifex ausus magistrum tradere, pacem ferebat osculo, quam non habebat pectore. Verax datur fallacibus, pium flagellat impius, crucique fixus innocens coniunctus est latronibus. Xeromyrram post sabbatum quaedam vehebant compares, quas adlocutus angelus vivum sepulcro non tegi. Ymnis, venite, dulcibus omnes canamus subditum christi triumpho tartarum, qui nos redemit venditus. Zelum draconis invidi et os leonis pessimi calcavit unicus dei seseque caelis reddidit. | Du point où le soleil se lève Jusqu'aux limites de la terre, Chantons le Christ notre prince, Né de la Vierge Marie. Bienheureux créateur du monde, Il revêt un corps d'esclave, Par sa chair il libère toute chair Afin de ne pas perdre sa créature. Le sein maternel scellé Est pénétré par la grâce du Ciel Le ventre d'une vierge porte Des mystères qu'elle ignorait. La demeure de son cœur très pur, Devient soudain le temple de Dieu ; Sans le contact d'aucun homme, D'une parole elle conçoit son Fils. La Mère met au monde Celui que Gabriel avait annoncé Et que, par ses bonds dans le sein maternel, Jean reconnaissait de son enclos. Il a supporté de coucher sur la paille, Il n'a pas refusé la crèche, Il s'est nourri d'un humble lait, Lui qui rassasie même les oiseaux. Les chœurs célestes se réjouissent Et les anges chantent Dieu, À des pasteurs.se manifeste Le Pasteur, créateur de tout. Hérode, ennemi impie, Pourquoi crains-tu le Roi qui vient ? Il ne cherche pas les trônes mortels, Lui qui gouverne dans les cieux. Les Mages, s’en allaient, Guidés par l’étoile nouvelle qu’ils voyaient; Cherchant la Lumière par la lumière Adorant Dieu par leurs présents. Le cri des mères résonne, Pleurant les enfants brisés, Qui, par le tyran, par milliers, Les prenant pour le Christ, furent sacrifiés Dans les eaux purifiantes, L’Agneau céleste est descendu, Des péchés, dont il est innocent, Il nous lave en sa personne. Par des miracles, il donne foi Qu'il a Dieu pour Père, Guérissant les corps infimes, Et ressuscitant les morts. Nouveau prodige de puissance: L’eau rougeoie dans les amphores En vin qu'il ordonna de verser, Elle change de nature. Priant pour le salut de son serviteur, Genou plié, le centurion, Fit, par la ferveur de sa foi, S'éteindre le feux des fièvres. Pierre marcha à travers les eaux, Relevé par la droite du Christ ; Par la nature qu'elle avait niée, La foi prépara le chemin Au quatrième jour, déjà sentant, Lazare reçu à nouveau la vie ; Libéré des liens de la mort Il devint lui-même témoin de sa survie. Les ruisseaux de sang chaud Au contact du vêtement tarissent ; Par les pleurs de la suppliantes S'assèchent les flots de sang. Libéré du poids de son corps, Sommé soudain de se lever, De ses pas retrouvés, Le malade portait son lit. Alors Judas meurtrier, Osant trahir le maître, Porta par un baiser la paix Qu'il ne portait pas dans son cœur Le Véritable fut livré aux fallacieux, L'impie flagella le Pieux, L'innocent fixé à la croix, Fut placé parmi les voleurs. De la myrrhe sèche, après le sabbat, Fut préparée et amenée par quelques-unes, Auxquelles l'ange annonça, Que le Vivant, au sépulcre, ne gisait plus En hymnes doux, venez, Chantons tous que fut soumis, L'enfer par le triomphe du Christ Qui, vendu, nous a rachetés. Le zèle du dragon envieux, Et la gueule du lion très mauvais, L'unique Fils de Dieu les dompta Et s'en retourna aux cieux. |

## Galerie

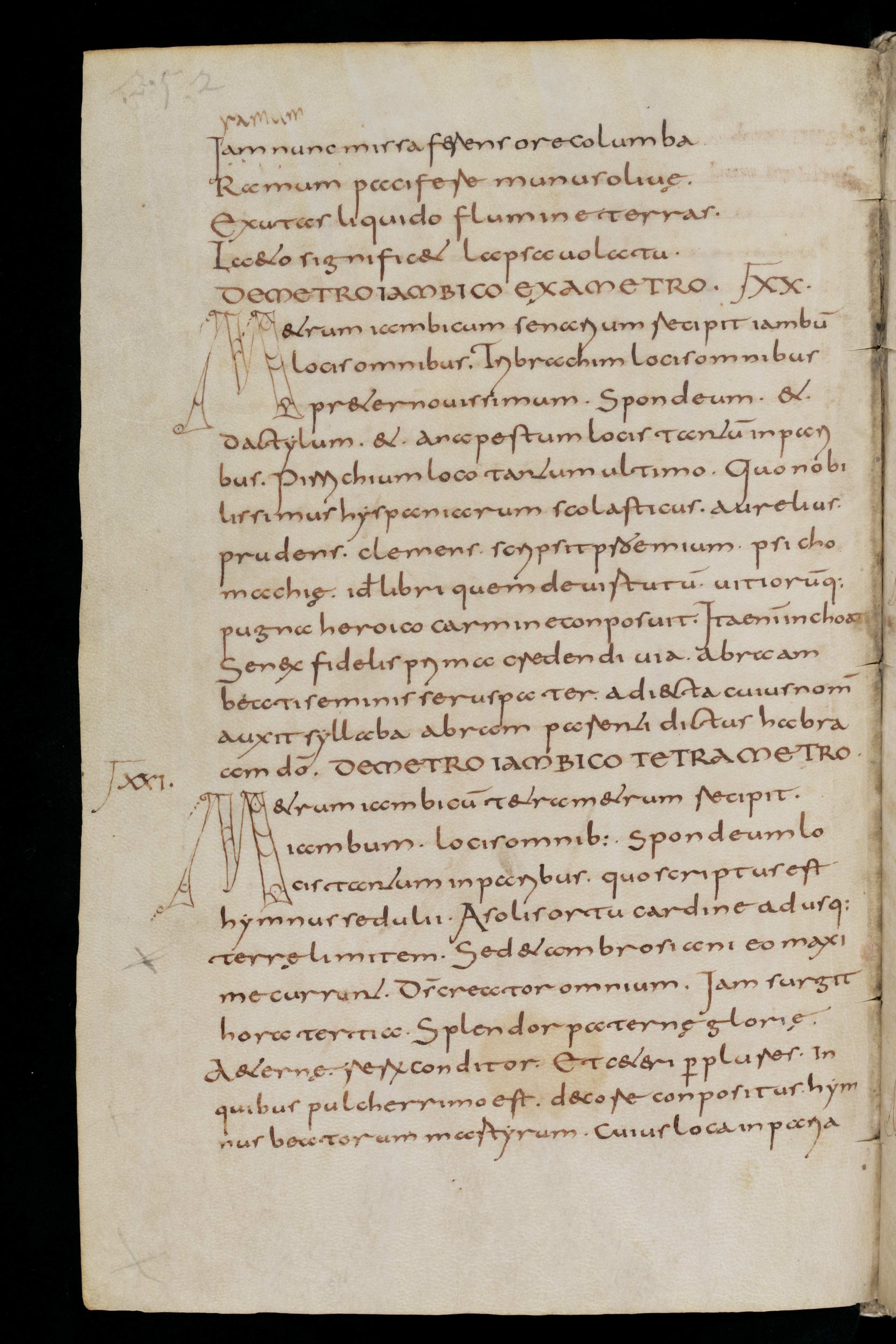
A solis ortus, cité par Bède le Vénérable dans De arte metrica XXI, abbaye de Saint-Gall, c. 800
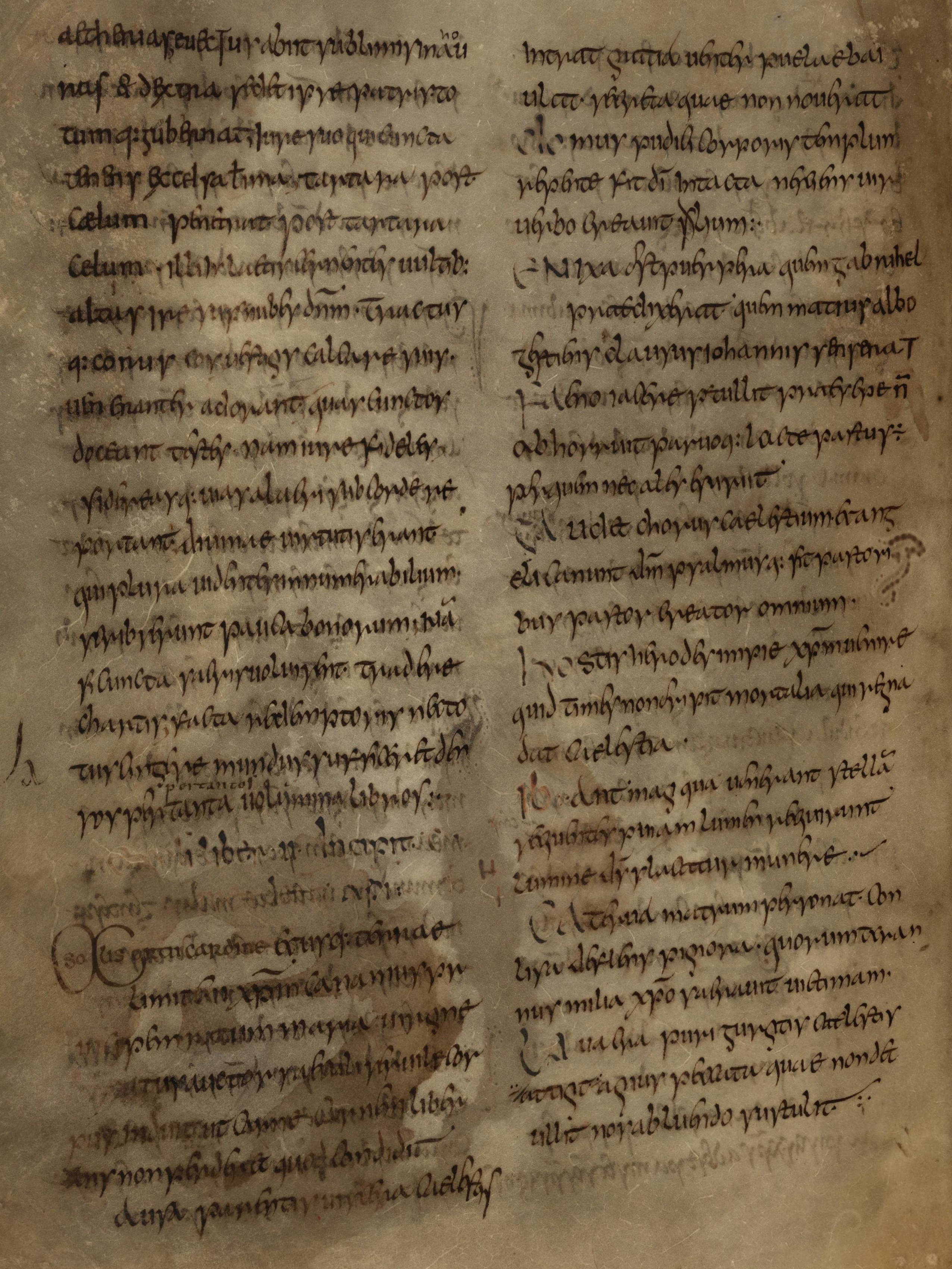
A solis ortus (page 1), lié avec Parker Chronicle, Canterbury, 8C-9C
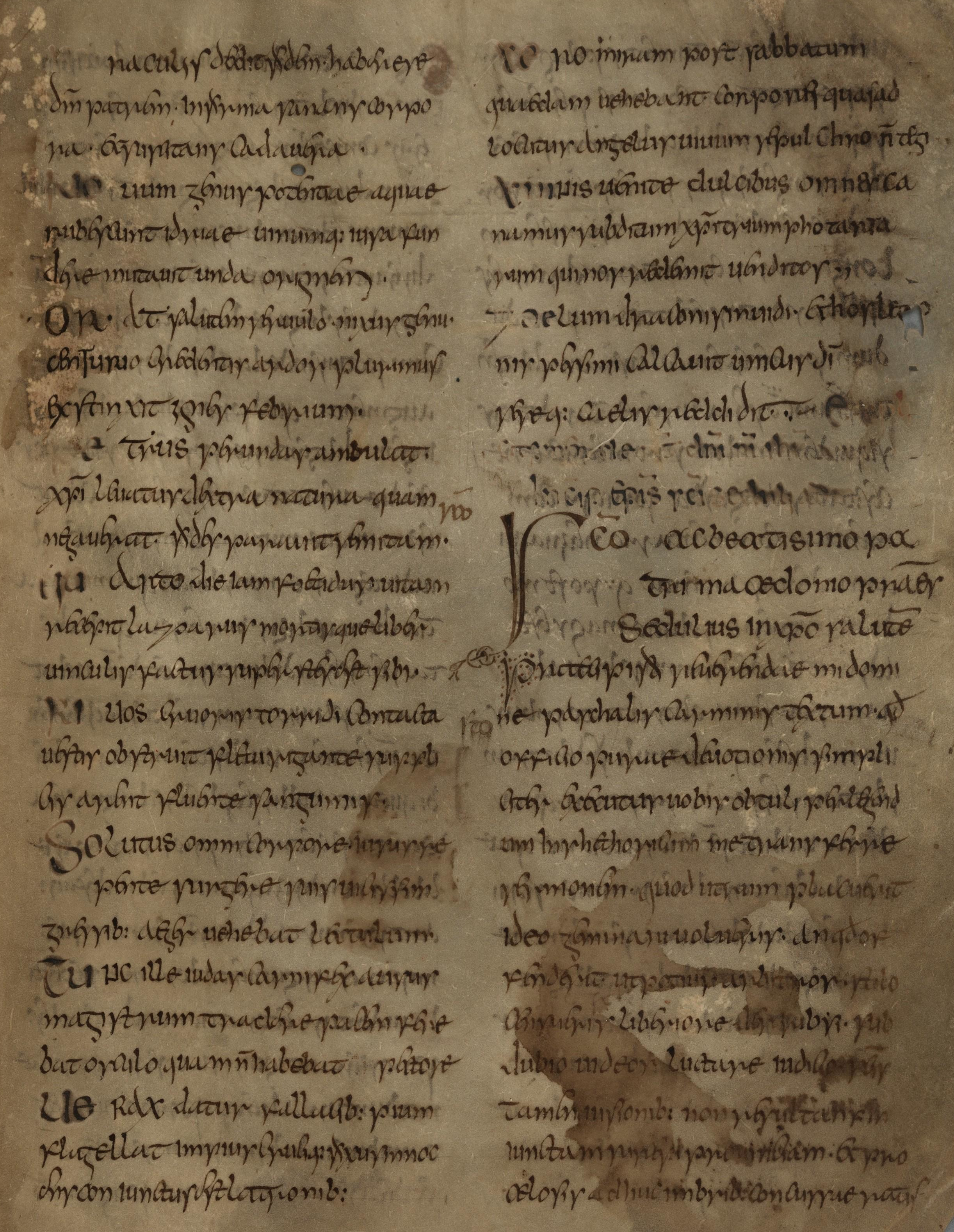
A solis ortus (page 2), lié avec Parker Chronicle, Canterbury, 8C-9C
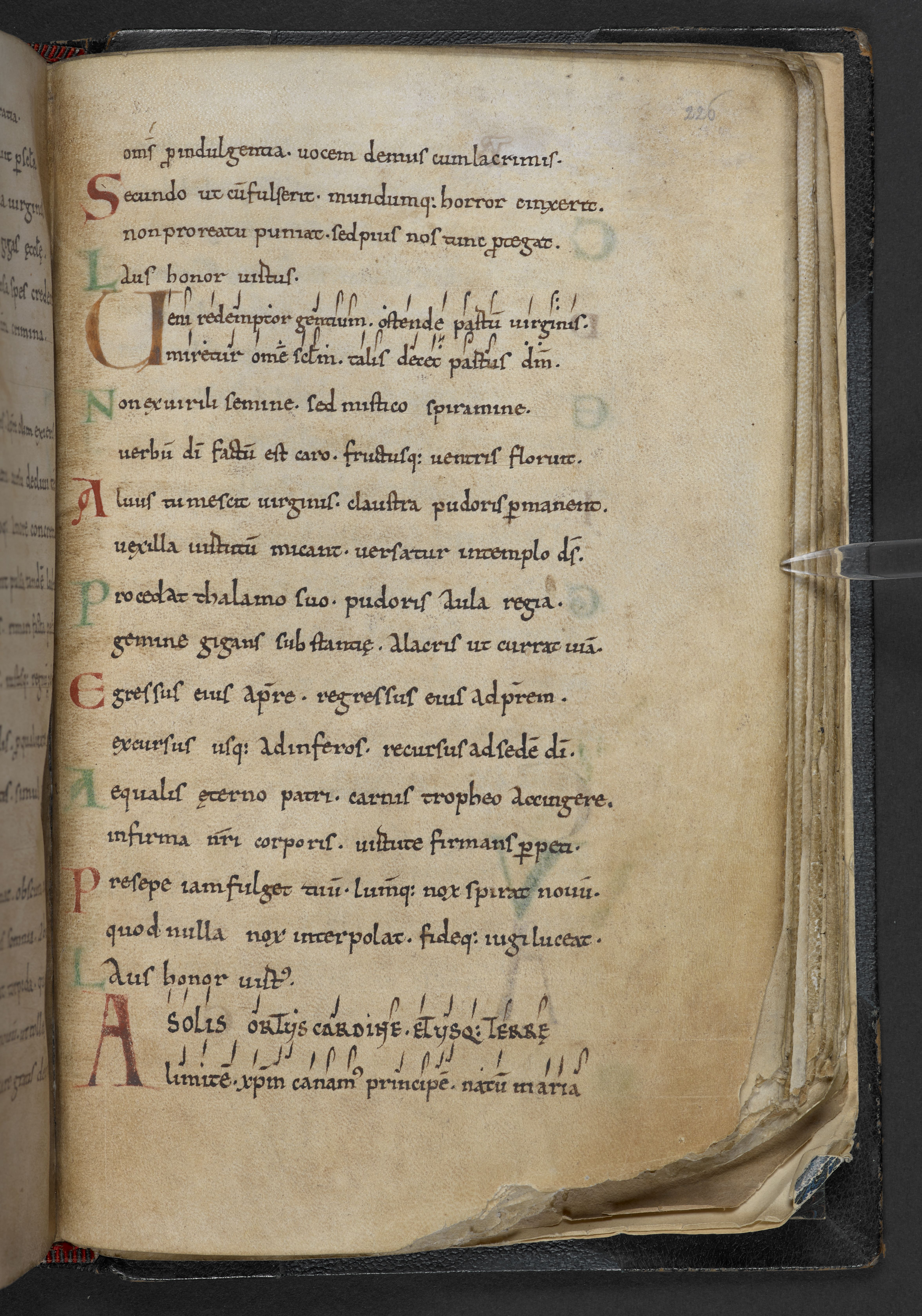
A solis ortus (page 1), Collectaire de Leofric, Exeter, XIe siècle
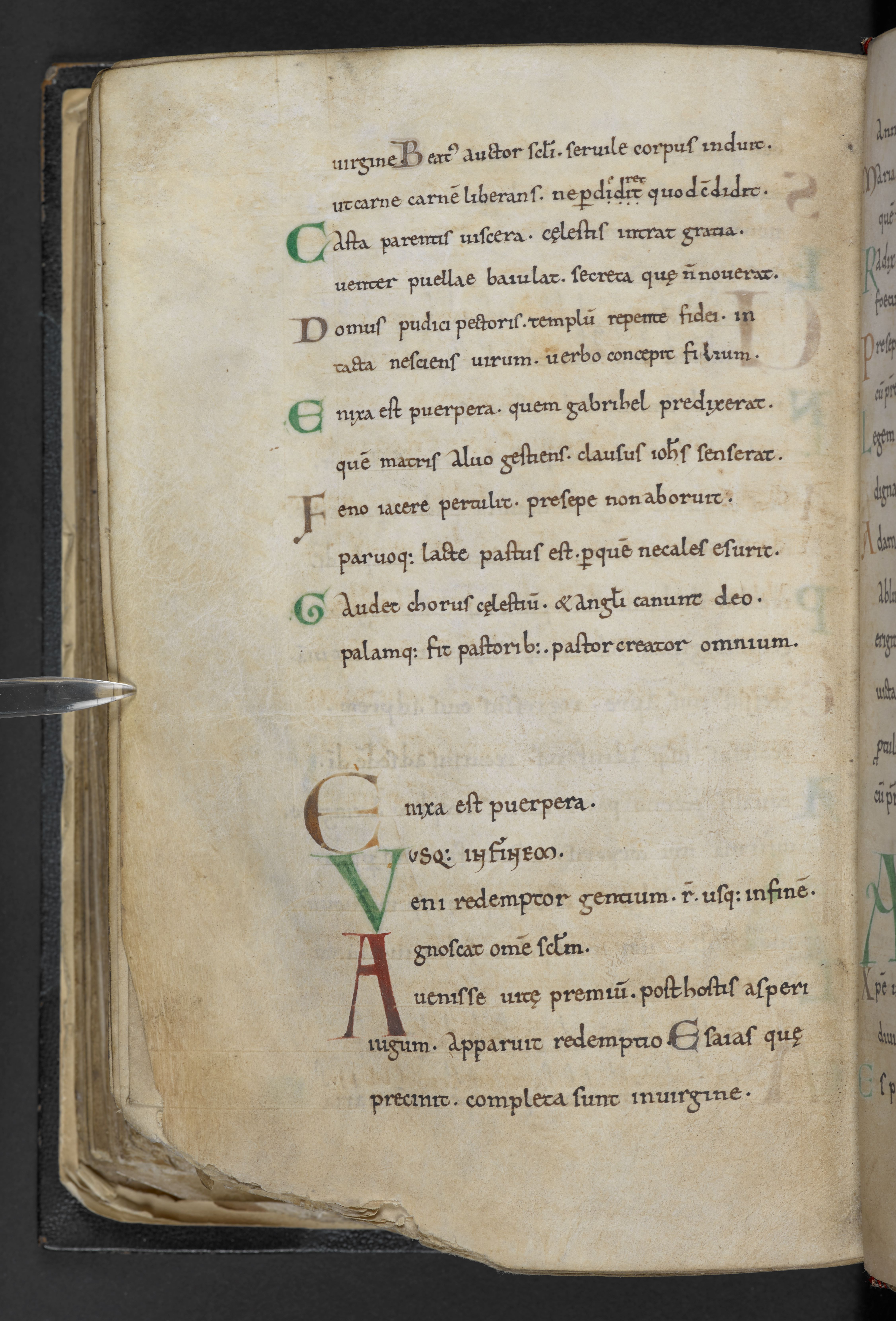
A solis ortus (page 2), Collectaire de Leofric, Exeter, XIe siècle
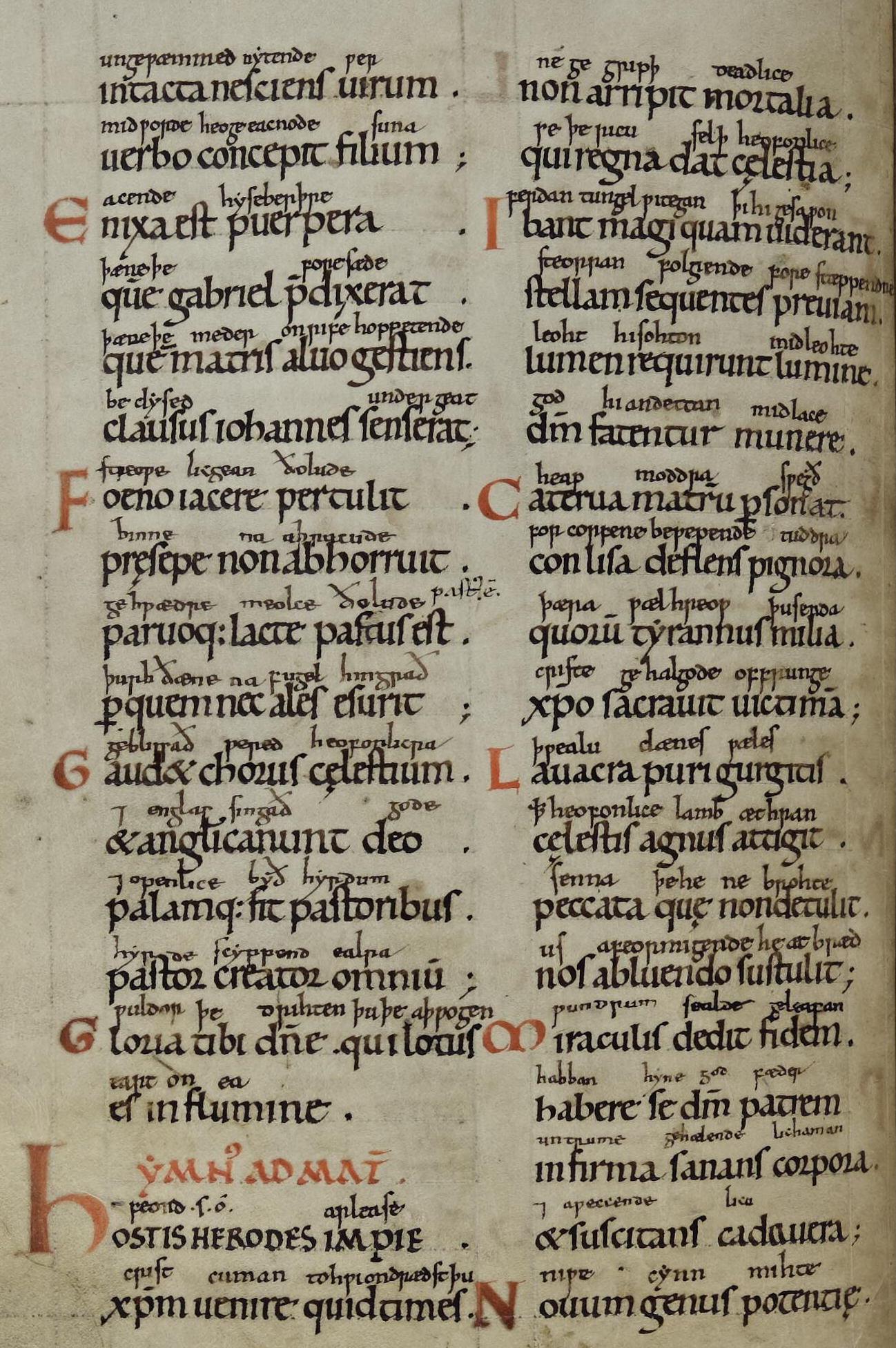
Extrait d'A solis ortus [2], accompagné d'annotations, Durham, XIe siècle
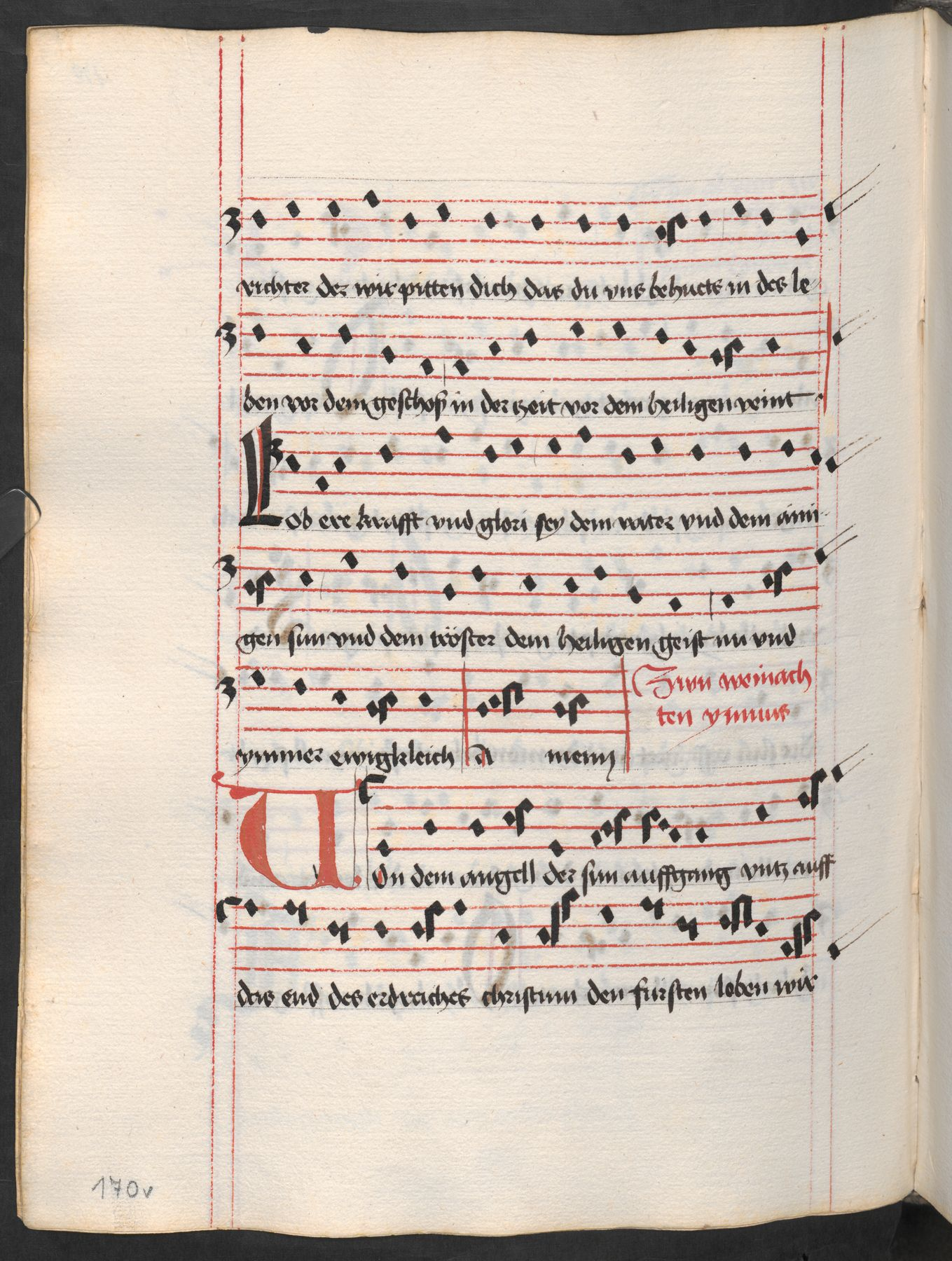
A solis ortus (page 1), bréviaire allemand, Innsbruck, 1477
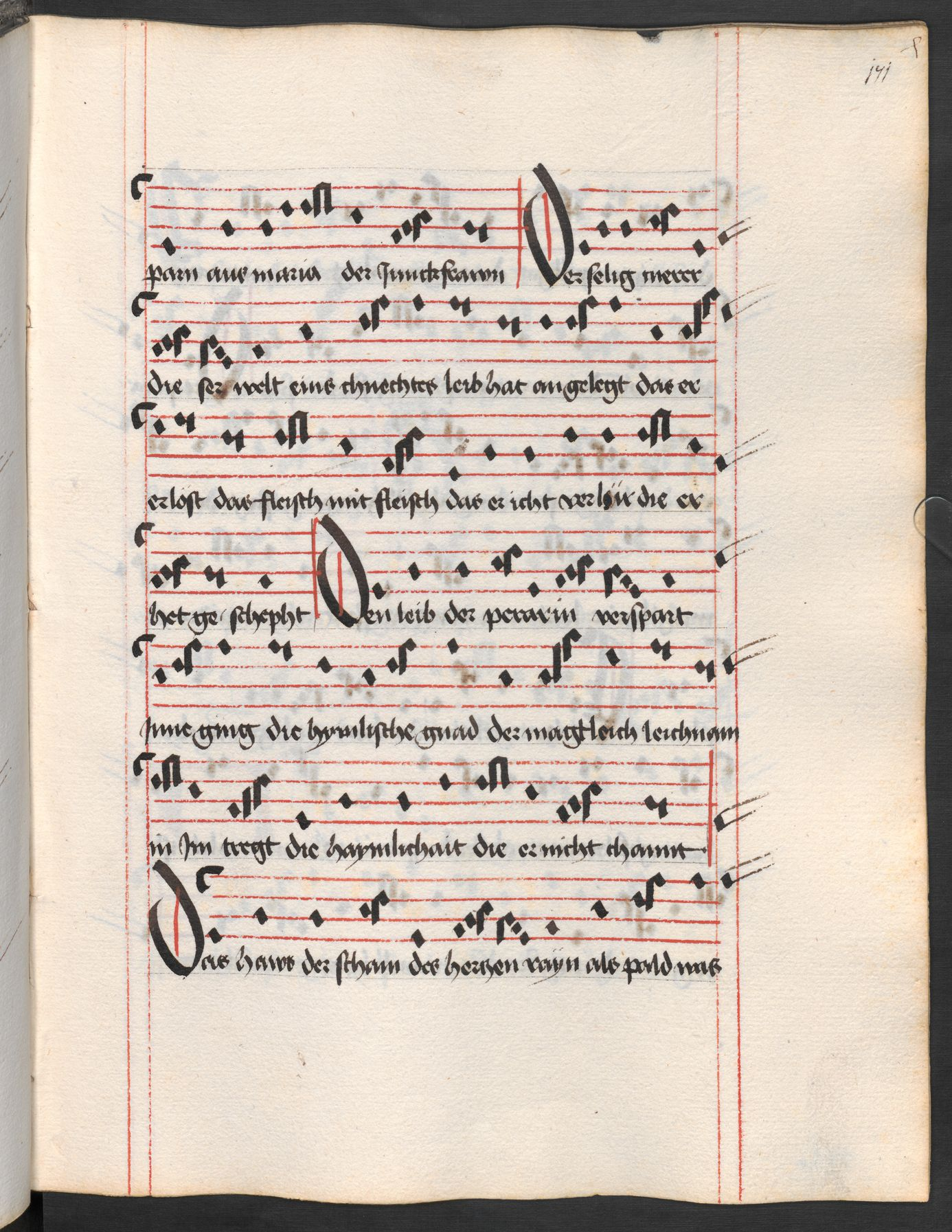
A solis ortus (page 2), bréviaire allemand, Innsbruck, 1477
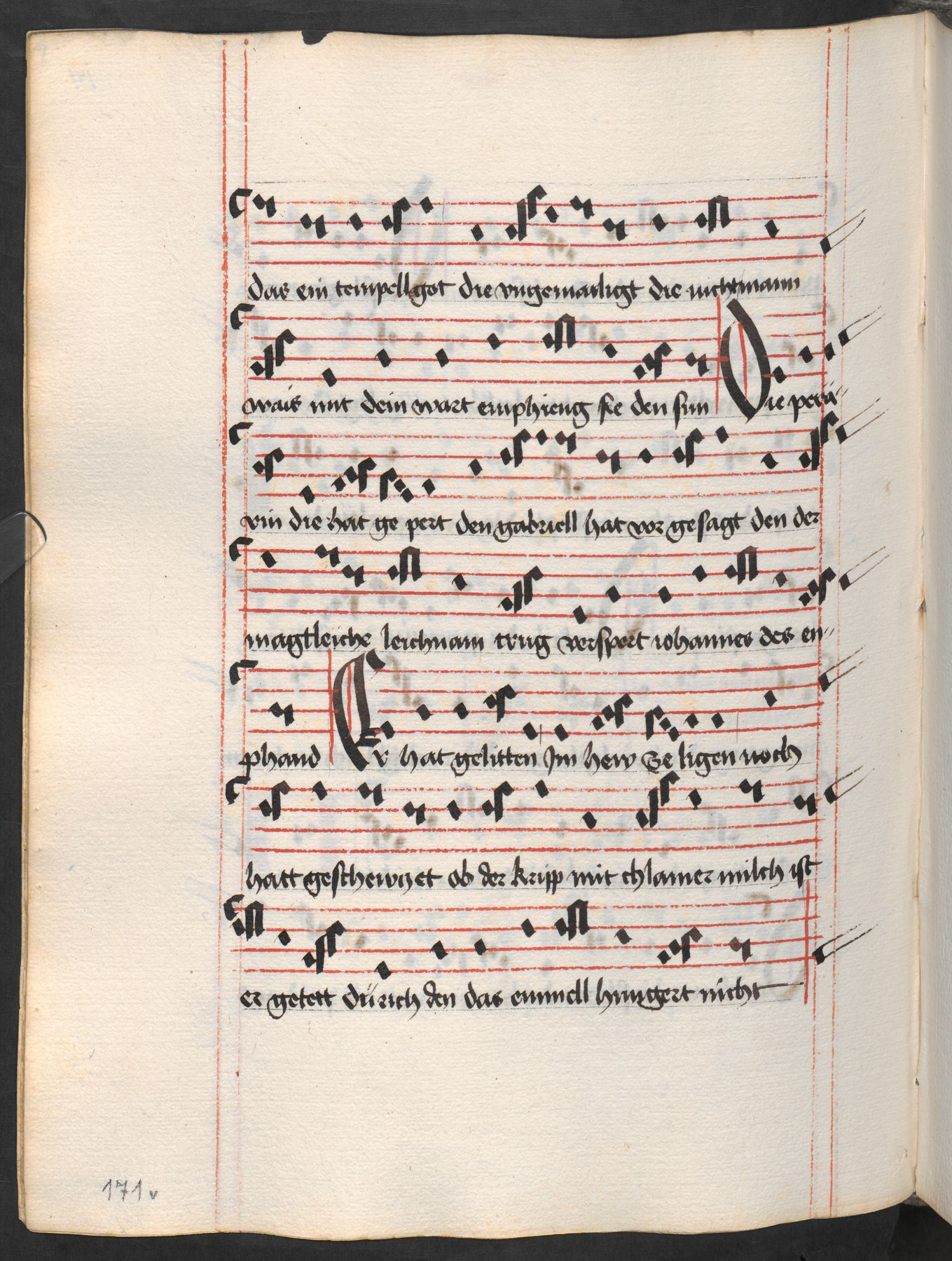
A solis ortus (page 3), bréviaire allemand, Innsbruck, 1477
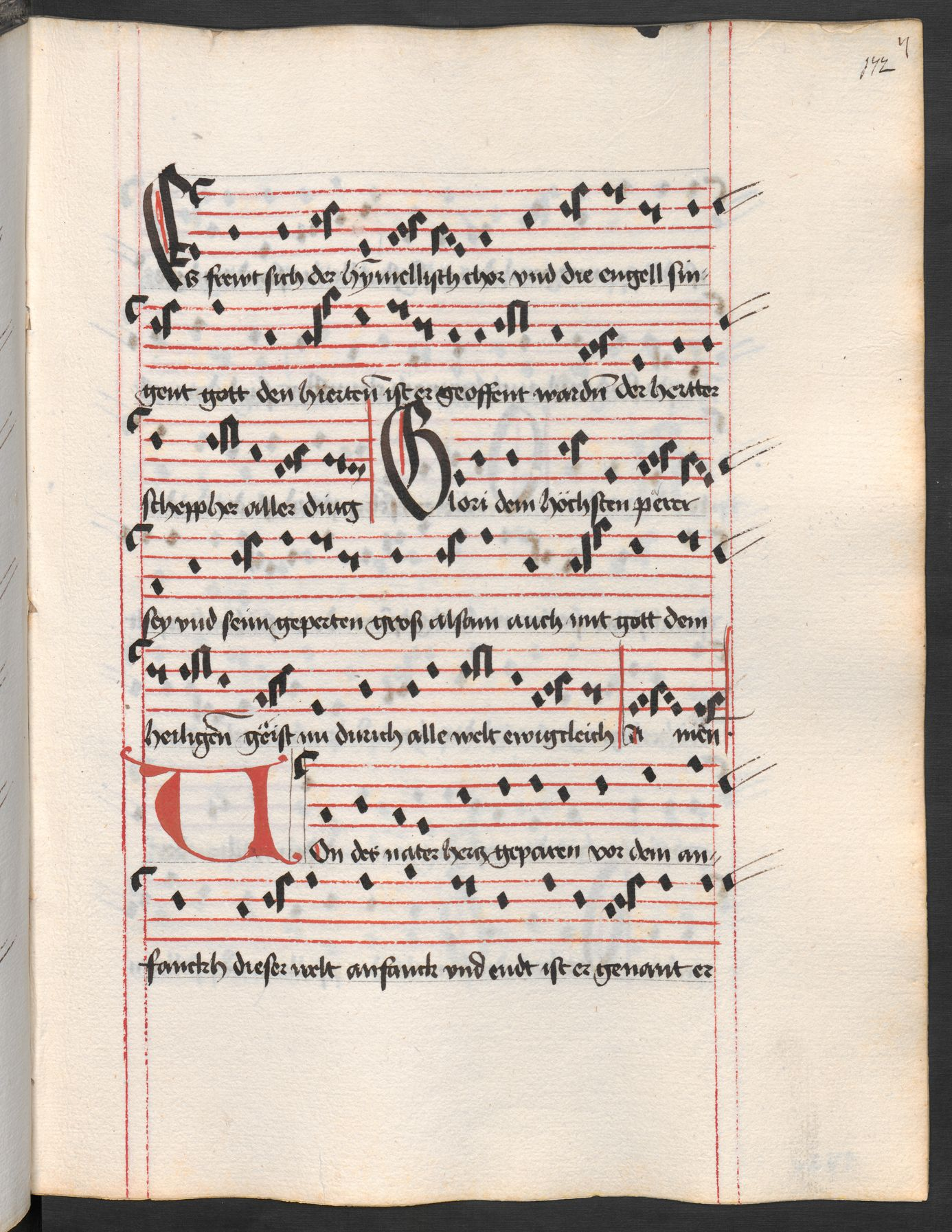
A solis ortus (page 4), bréviaire allemand, Innsbruck, 1477
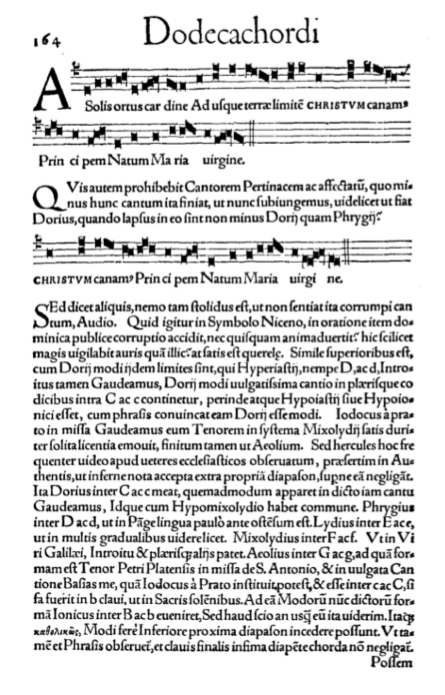
A solis ortus, dans le Dodécachordon de Glaréan. Bâle, 1547
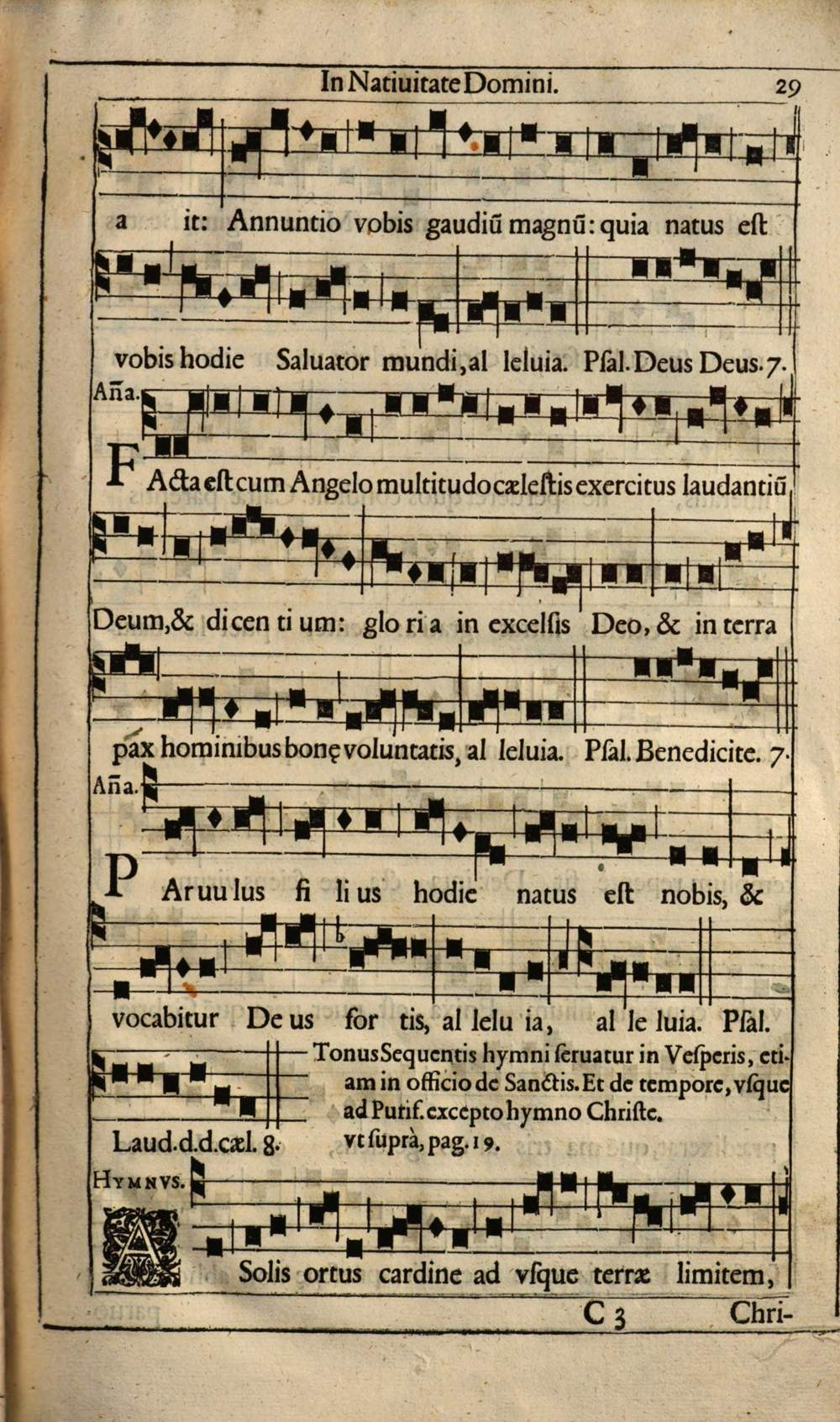
A solis ortus (page 1), antiphonarium, Ingolstadt, 1618
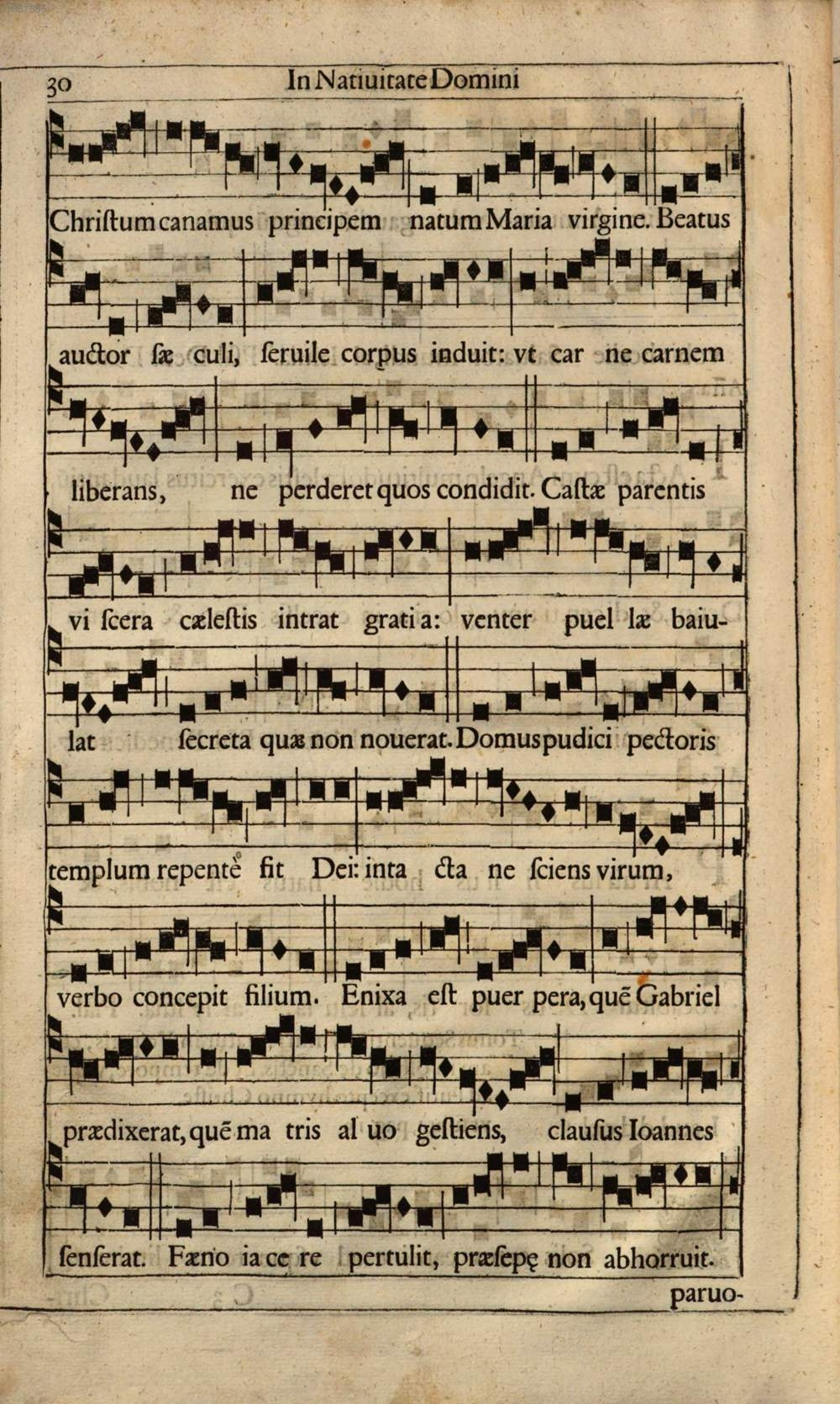
A solis ortus (page 2), antiphonarium, Ingolstadt, 1618
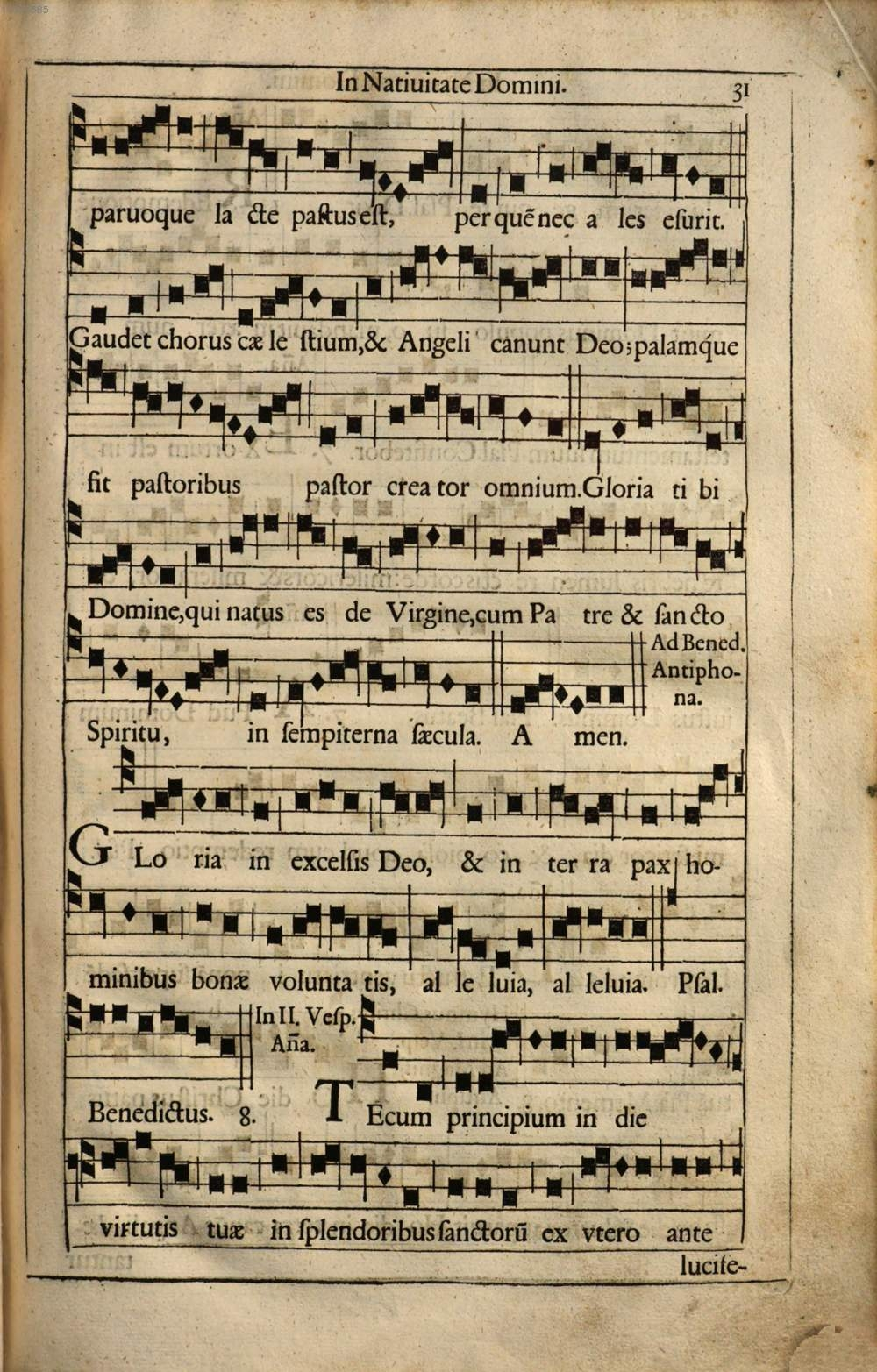
A solis ortus (page 3) antiphonarium, Ingolstadt 1618